# لي ديكسون
لي ديكسون (بالإنجليزية: Lee Dixon)‏ (Lee Michael Dixon) (17 مارس 1964 في مانشستر في المملكة المتحدة – )؛ هو لاعب كرة قدم كان يلعب كمدافع. يلعب مع منتخب إنجلترا لكرة القدم منذ عام 1990.

## مسيرته الكروية
لعب لي ديكسون خلال مسيرته الاحترافية مع 5 أندية في اثنين وعشرين موسمًا وسجل خلالها 36 هدفًا ضمن 635 مباراة. حيث فاز في ثلاثة مواسم بالكأس وفي أربعة مواسم بالدوري.
خاض لي ديكسون مسيرته مع نادي بيرنلي في موسم 1982–83 ولمدة موسمين، مشاركًا في 4 مباريات ولم يسجل أي هدف. ثم انتقل إلى نادي تشستر سيتي في موسم 1983–84 ولمدة موسمين، حيث شارك في 57 مباراة سجل خلالها هدفًا واحدًا. لينتقل بعدها إلى نادي بوري في موسم 1985–86 لمدة موسم واحد، مشاركًا في 45 مباراة سجل خلالها 5 أهداف. ثم انتقل إلى نادي ستوك سيتي في موسم 1986–87 ولمدة موسمين، مشاركًا في 71 مباراة سجل خلالها 5 أهداف أيضًا. هذا وانتقل لاحقًا إلى نادي أرسنال في موسم 1987–88 ليلعب معه خمسة عشر موسمًا، مشاركًا في 458 مباراة سجل خلالها 25 هدفًا.

## وصلات خارجية
- لي ديكسون على موقع الاتحاد الدولي (مؤرشف)  (الإنجليزية)
- لي ديكسون على موقع الاتحاد الأوربي (الإنجليزية)
- لي ديكسون على موقع قاعدة بيانات كرة القدم.إي يو (الإنجليزية)
- لي ديكسون على موقع ناشيونال فوتبول تيمز (الإنجليزية)
- لي ديكسون على موقع Soccerbase.com (لاعب) (الإنجليزية)
- لي ديكسون على موقع عالم كرة القدم.نت (الإنجليزية)